# Fowtbolayin Akowmb Impuls Dilijan
El Fowtbolayin Akowmb Impulse (en armeni Ֆուտբոլային Ակումբ Իմպուլս) és un club de futbol armeni de la ciutat de Dilidjan. El club fou fundat inicialment el 1985 i refundat posteriorment el febrer del 2009, pels esforços el parlamentari armeni Hakob Hakobyan, com a part del Sport Club Erebuni Dilidjan. La seva seu és l'estadi Ciutat de Dilidjan, malgrat els darrers anys jugà a l'Estadi Ayg de la ciutat d'Ararat. L'escola de futbol estava al districte d'Erebuni de la ciutat d'Erevan. El mes de maig de 2013 els seus propietaris van decidir-ne la dissolució.

## Darrera plantilla
A data agost de 2012.
| N. | Pos. | Nac. | Jugador                |
| -- | ---- | --- | ---------------------- |
| 1  | POR  | [[Fitxer:Flag of Armenia.svg\|23x15px\|border \|alt=Armènia\|link=Selecció de futbol d'Armènia\|{{#if:\|]] | Gor Elyаzyan           |
| 2  | DEF  | [[Fitxer:Flag of Armenia.svg\|23x15px\|border \|alt=Armènia\|link=Selecció de futbol d'Armènia\|{{#if:\|]] | Yegishe Vardanyan      |
| 4  | DEF  | [[Fitxer:Flag of Armenia.svg\|23x15px\|border \|alt=Armènia\|link=Selecció de futbol d'Armènia\|{{#if:\|]] | Hovhannes Veranyan     |
| 5  | DEF  | [[Fitxer:Flag of Russia.svg\|23x15px\|border \|alt=Rússia\|link=Selecció de futbol de Rússia\|{{#if:\|]]   | Maksim Puzanov         |
| 6  | MIG  | [[Fitxer:Flag of Armenia.svg\|23x15px\|border \|alt=Armènia\|link=Selecció de futbol d'Armènia\|{{#if:\|]] | Artur Barseghyan       |
| 7  | MIG  | [[Fitxer:Flag of Armenia.svg\|23x15px\|border \|alt=Armènia\|link=Selecció de futbol d'Armènia\|{{#if:\|]] | Hayk Voskanyan         |
| 8  | DAV  | [[Fitxer:Flag of Armenia.svg\|23x15px\|border \|alt=Armènia\|link=Selecció de futbol d'Armènia\|{{#if:\|]] | Vahe Mirakyan          |
| 9  | MIG  | [[Fitxer:Flag of Armenia.svg\|23x15px\|border \|alt=Armènia\|link=Selecció de futbol d'Armènia\|{{#if:\|]] | Narek Davtyan (Capità) |
| 10 | MIG  | [[Fitxer:Flag of Armenia.svg\|23x15px\|border \|alt=Armènia\|link=Selecció de futbol d'Armènia\|{{#if:\|]] | Rumyan Hovsepyan       |
| 11 | POR  | [[Fitxer:Flag of Armenia.svg\|23x15px\|border \|alt=Armènia\|link=Selecció de futbol d'Armènia\|{{#if:\|]] | Tigran Davtyan         |
| 12 | DEF  | [[Fitxer:Flag of Ghana.svg\|23x15px\|border \|alt=Ghana\|link=Selecció de futbol de Ghana\|{{#if:\|]]      | Illiasu Shilla         |
| 13 | MIG  | [[Fitxer:Flag of Armenia.svg\|23x15px\|border \|alt=Armènia\|link=Selecció de futbol d'Armènia\|{{#if:\|]] | Artak Hovhannisyan     |
| 14 | MIG  | [[Fitxer:Flag of Armenia.svg\|23x15px\|border \|alt=Armènia\|link=Selecció de futbol d'Armènia\|{{#if:\|]] | Aram Loretsyan         |

| N. | Pos. | Nac. | Jugador                |
| -- | ---- | --- | ---------------------- |
| 15 | MIG  | [[Fitxer:Flag of Armenia.svg\|23x15px\|border \|alt=Armènia\|link=Selecció de futbol d'Armènia\|{{#if:\|]]                       | Vahagn Ayvazyan        |
| 16 | DAV  | [[Fitxer:Flag of Armenia.svg\|23x15px\|border \|alt=Armènia\|link=Selecció de futbol d'Armènia\|{{#if:\|]]                       | Samvel Hakobyan        |
| 17 | DAV  | [[Fitxer:Flag of North Macedonia.svg\|23x15px\|border \|alt=Macedònia del Nord\|link=Selecció de futbol de Macedònia\|{{#if:\|]] | Filip Timov            |
| 18 | DEF  | [[Fitxer:Flag of Armenia.svg\|23x15px\|border \|alt=Armènia\|link=Selecció de futbol d'Armènia\|{{#if:\|]]                       | Hayk Ishkhanyan        |
| 20 | DAV  | [[Fitxer:Flag of Colombia.svg\|23x15px\|border \|alt=Colòmbia\|link=Selecció de futbol de Colòmbia\|{{#if:\|]]                   | Diego Bentancourt      |
| 21 | MIG  | [[Fitxer:Flag of Armenia.svg\|23x15px\|border \|alt=Armènia\|link=Selecció de futbol d'Armènia\|{{#if:\|]]                       | Armen Derdzyan         |
| 22 | DEF  | [[Fitxer:Flag of Armenia.svg\|23x15px\|border \|alt=Armènia\|link=Selecció de futbol d'Armènia\|{{#if:\|]]                       | Artak Khachatryan      |
| —  | POR  | [[Fitxer:Flag of Armenia.svg\|23x15px\|border \|alt=Armènia\|link=Selecció de futbol d'Armènia\|{{#if:\|]]                       | Hovhannes Navasardyan  |
| —  | POR  | [[Fitxer:Flag of Armenia.svg\|23x15px\|border \|alt=Armènia\|link=Selecció de futbol d'Armènia\|{{#if:\|]]                       | Hamlet Voskanyan       |
| —  | DEF  | [[Fitxer:Flag of Armenia.svg\|23x15px\|border \|alt=Armènia\|link=Selecció de futbol d'Armènia\|{{#if:\|]]                       | Hakob Loretsyan        |
| —  | MIG  | [[Fitxer:Flag of Moldova.svg\|23x15px\|border \|alt=República de Moldàvia\|link=Selecció de futbol de Moldàvia\|{{#if:\|]]       | Constantin Mandricenco |
| —  | MIG  | [[Fitxer:Flag of Armenia.svg\|23x15px\|border \|alt=Armènia\|link=Selecció de futbol d'Armènia\|{{#if:\|]]                       | Vachik Grigoryan       |

## Entrenadors
- Hrachik Khachmanukyan (1990-91)
- Vladimir Ovakimyan (1991-93)
- Stepan Bagdasaryan (2009)
- Varuzhan Sukiasyan (2010)
- Armen Gyulbudaghyants (2011-13)